# Kōbun
Kōbun (弘文天皇, Kōbun Tennō, conosciuto anche come principe Ōtomo (大友皇子, Ōtomo no ōji); 648 – 21 agosto 672) è stato il 39º imperatore del Giappone secondo il tradizionale ordine di successione.

## Biografia
Regnò per 8 mesi nel 672, anno della sua morte.
Dalla sua consorte l'imperatrice Tōchi (十市皇女) (648?-678), figlia dell'imperatore Tenmu ebbe il principe Kadono (葛野王) (669-706), mentre altri suoi figli furono:
- Ichishi-hime (壱志姫王)
- Yota(興多王)